# Ulrich Albrecht
Ulrich Albrecht (* 30. Januar 1941 in Leipzig; † 26. Dezember 2016 in Berlin) war ein deutscher Friedens- und Konfliktforscher und Hochschullehrer. Von 1972 bis 2005 war er Professor am Otto-Suhr-Institut der Freien Universität Berlin. Er beschäftigte sich mit technischen Entwicklungen im Rüstungsbereich, der Dynamik von Rüstungswettläufen und Rüstungskontrollbemühungen, sowie den Auswirkungen von Rüstung und Militär auf Staaten und die Lebensbedingungen von Menschen. Er verband dabei Ingenieurwissenschaften und politologische Friedensforschung und legte damit Grundlagen für eine naturwissenschaftliche Friedensforschung.

## Leben
Ulrich Albrecht wuchs in Halle (Saale) auf, sein Vater starb in der Schlacht von Stalingrad. Mit seiner Mutter, einer Lehrerin, und seinen beiden Brüdern übersiedelte er Mitte der 1950er-Jahre in die Bundesrepublik, nach Herchen, und legte dort an einem evangelischen Gymnasium das Abitur ab. Vom Evangelischen Studienwerk Villigst gefördert, studierte er von 1960 bis 1967 zunächst Flugzeugbau bzw. Luftfahrttechnik an der RWTH Aachen, später auch Volkswirtschaftslehre und Politikwissenschaft an der Universität Stuttgart. Ein Studienpraktikum im Militärflugzeugbau bei Messerschmitt-Bölkow-Blohm brach er vorzeitig ab.
Nach seinem Abschluss als Diplom-Ingenieur war er wissenschaftlicher Mitarbeiter am Stuttgarter Institut für Sozialökonomie, wo er 1970 mit einer Arbeit über den weltweiten Waffenhandel promovierte. Von 1969 bis 1972 war Albrecht wissenschaftlicher Mitarbeiter an der von Carl Friedrich von Weizsäcker begründeten Forschungsstelle der Vereinigung Deutscher Wissenschaftler (VDW) in Hamburg, unterbrochen von einem Aufenthalt als Gastforscher am International Institute for Strategic Studies in London (1970/71).
Albrecht wurde 1972 als Professor für Friedens- und Konfliktforschung an das Otto-Suhr-Institut der Freien Universität Berlin berufen, 1982/1983 war er Vizepräsident der FU und 1987/88 Dekan des Fachbereichs Politische Wissenschaft. Von 1971 bis 1973 und von 1998 bis 2002 war er Vorsitzender der Arbeitsgemeinschaft für Friedens- und Konfliktforschung (AFK). Viele Jahre saß er im Beirat der Zeitschrift Wissenschaft und Frieden und unterstützte auch die Zeitschrift Antimilitarismus-Information (ami). Er begründete 1973 die VDW-Studiengruppe Militärpolitik mit und übernahm deren Leitung. Von 1974 bis 1984 war er Kuratoriums- und Konzilsmitglied, zuletzt auch Vorsitzender der Deutschen Gesellschaft für Friedens- und Konfliktforschung (DGFK).
Ab 1975 beriet Albrecht den Ökumenischen Rat der Kirchen. In den 1980er-Jahren kritisierte er die mit dem NATO-Doppelbeschluss verbundene sogenannte Nachrüstung und setzte sich für Rüstungskonversionsprojekte ein. Nach der friedlichen Revolution in der DDR arbeitete er 1990 als Leiter des Planungsstabes des dortigen Außenministers Markus Meckel (SPD) und versuchte dabei, seine friedenspolitischen Vorstellungen umzusetzen. Er engagierte sich langjährig in den Pugwash-Konferenzen, worin sich Naturwissenschaftler und Sozialwissenschaftler gemeinsam für Frieden und Abrüstung einsetzten. In der Evangelischen Kirche wirkte er außerdem aktiv in der Synodenarbeit.
Infolge eines Schlaganfalles im Sommer 2001 war Ulrich Albrecht die letzten fünfzehn Jahre seines Lebens teilweise gelähmt und dadurch auf den Rollstuhl angewiesen. Dennoch setzte er bis 2005 seine Arbeit als Hochschullehrer fort, musste dann aber vorzeitig in den Ruhestand wechseln.
Ulrich Albrecht war mit Astrid Albrecht-Heide verheiratet und Vater zweier Kinder.

## Publikationen
- Ulrich Albrecht: Die Abwicklung der DDR. Die „2+4-Verhandlungen“. Ein Insider-Bericht. Westdeutscher Verlag, Opladen 1992, ISBN 3-531-12322-X.
- Ulrich Albrecht: Rüstung in der Konversion? Die aktuellen Entwicklungen beim Wandel von Beschäftigungsverhältnissen in der Rüstungsindustrie und bei den Streitkräften in Europa. In: Beiträge zur Konversionsforschung. Band 1. Lit, Münster, Hamburg 1994, ISBN 3-486-24572-4.
- Ulrich Albrecht: Internationale Politik. Einführung in das System internationaler Herrschaft. 5. Auflage. Oldenbourg, München, Wien 1999, ISBN 3-486-24572-4.